# Clément Viktorovitch
Clément Viktorovitch, né le 29 mai 1984, est un politologue, chroniqueur, streamer et auteur français. 

## Biographie

### Jeunesse
Clément Viktorovitch naît et grandit aux Lilas, en Seine-Saint-Denis, dans une famille de la classe moyenne (sa mère est institutrice, son père cadre en assurances),. Il a des origines polonaises et allemandes.
Il fréquente le lycée Hélène-Boucher de Paris, où il est responsable du journal du lycée, puis y obtient un baccalauréat scientifique. Voulant au départ faire des études d'astrophysique, il se prend d'affection pour le journalisme et l'écriture, et choisit de poursuivre un cursus d'histoire et de science politique.

### Formation et carrière
Après des études de science politique à l'université Paris-I Panthéon-Sorbonne et une maîtrise d'histoire à la faculté des lettres de Sorbonne Université, au cours de laquelle il rédige, en 2006, un mémoire sur le mariage et la sexualité des clercs à l'époque mérovingienne, il soutient en 2013 une thèse de science politique à Sciences Po Paris consacrée à l'analyse des débats parlementaires,. Il est également  assistant parlementaire pendant un an d'Adrien Giraud, sénateur de Mayotte (apparenté MoDem), à cette époque.
En 2014, il devient attaché temporaire d'enseignement et de recherche en science politique au laboratoire « communication et politique » (CNRS - université Paris-XIII), , équipe plus tard intégrée au laboratoire IRISSO (Université Paris Dauphine-PSL).
Il donne également des cours de négociation à l'ESSEC Business School entre 2014 et 2018 et à l'École nationale d'administration entre 2015 et 2018, et des cours de rhétorique en master de communication à Sciences Po Paris de 2017, à 2024[source insuffisante].

### Éducation populaire
Clément Viktorovitch a fondé Aequivox, un projet d'éducation populaire centré sur l'analyse des discours, réalisant des soirées de joute oratoire, des conférences, ainsi qu’une série de vidéos sur la chaîne YouTube du même nom avec pour objectif de proposer des outils et clés d'analyse aux citoyens pour analyser les discours politiques,.
Il était également le créateur et directeur de Politeia en 2014, une université populaire conçue en partenariat avec Sciences-Po Paris, dédiée à la politique sous la forme d'un cycle de conférences de chercheurs à Paris,,. Le projet s'est achevé en 2022,.
Depuis 2019, il coordonne chaque édition de l'événement Les Libres Parleurs, un concours d'éloquence annuel à destination des élèves des lycées publics de Montreuil qu'il a conçu en partenariat avec les services de la ville avec pour objectifs de développer la parole publique, la rhétorique et le goût du débat aux jeunes,,.

### Interventions dans les médias
En 2016, il fait quelques rares interventions sur la chaîne i-Télé aux côtés d'Audrey Pulvar, puis chez Pascal Praud au moment de l'élection présidentielle.
Sur la chaîne CNews, Clément Viktorovitch devient en septembre 2017 chroniqueur quotidien dans l'émission L'Heure des pros présentée par Pascal Praud où il joue le rôle du débatteur de gauche. Ses interventions sont axées sur l'analyse des discours politiques. Le 22 juin 2018, il officialise son départ de l'émission (après une saison jugée « inconfortable ») pour rejoindre Laurence Ferrari dans l'émission Punchline sur la même chaîne. Il intervient également sur RTL, dans l'émission On refait le monde.
De septembre 2019 à juin 2021, il est chroniqueur dans « Les points sur les i » pour Clique, émission de Canal+ tous les soirs. En parallèle depuis novembre 2019, il anime mensuellement l'émission Viens voir les docteurs, sur Clique TV, dans laquelle il traite des sujets de société en invitant des chercheurs universitaires.
À partir du 30 août 2021, il est intervenu quotidiennement à 18 h 20 sur la radio France Info dans une nouvelle chronique « Entre les lignes ». Fin mai 2024, il annonce quitter cette radio lors de sa dernière chronique audiovisuelle.
En mars 2022, il devient chroniqueur hebdomadaire dans Quotidien sur TMC pour analyser la rhétorique des personnalités politiques lors de la campagne présidentielle de 2022. Après avoir participé au programme durant deux saisons, il annonce son départ de l'émission en juillet 2023.

### Activités d'écriture
En octobre 2021, il publie son premier livre, Le Pouvoir rhétorique, un ouvrage de vulgarisation de l'art de la rhétorique du discours publié aux Éditions du Seuil,.
À partir de fin 2023, il écrit et incarne un seul en scène théâtral centré sur le discours politique et la langue de bois, L'art de ne pas dire, co-écrit et mis en scène avec Ferdinand Barbet,,. Cette pièce a par ailleurs été adaptée en livre en septembre 2024, sous le titre de : L'art de ne pas dire, chronique d'un saccage du langage, toujours aux Éditions du Seuil.

### Activités sur Internet
Ses interventions dans les médias et en université populaire, souvent republiées sur les réseaux sociaux ou les plateformes de vidéo en ligne comme YouTube, l'ont popularisé en particulier auprès d'une jeune génération via Internet et Viktorovitch se décrit lui-même comme un des premiers «Youtubeurs politiques ». Les Inrockuptibles parlent d'un « intello cathodique » qui remet les idées au centre des débats dans les médias,.
Clément Viktorovitch est également streameur sur la plateforme Twitch depuis décembre 2021, et a fait partie des personnalités ayant amené des sujets et des personnalités de médias plus traditionnels (télévision, radio) sur les plateformes de diffusion en ligne au début des années 2020.
Il participe notamment à la création et la diffusion d'un jeu de rôle sur table politique avec l'auteur FibreTigre et la chaîne France Info à l'occasion de l'élection présidentielle de 2022,,.
En 2024, il est avec Xavier Dang (MisterMV) parrain du festival Frames d'Avignon dédié aux vidéastes web, aidant à la conception de la programmation.

## Prises de position
Clément Viktorovitch ne se revendique d'aucun parti ou camp politique, mais assume de porter des valeurs plus associées avec la gauche idéologique (même s'il en réfute le terme), souhaitant « plus de redistribution de la richesse entre les citoyens, une meilleure redistribution du pouvoir au sein de la société et une prise en compte de l’urgence écologique dans toutes les décisions »,. Il s'est également plusieurs fois opposé à des hommes politiques qui réfutent le terme de violence policière, comme Éric Zemmour pendant la campagne présidentielle de 2022. Clément Viktorovich est également cité comme « caution de gauche » de la chaîne CNews lorsqu'il y travaillait,,.

## Œuvres et participations

### Livres
- 2021 : Le Pouvoir rhétorique : Apprendre à convaincre et à décrypter les discours, Seuil, 478 p. (ISBN 978-2757899052, présentation en ligne)
- 2024 : Co-écrit avec Ferdinand Barbet, L'Art de ne pas dire, Chronique d'un saccage du langage, Seuil, 168 p. (ISBN 9782021566000)

### Théâtre
- 2023 : L'art de ne pas dire : co-écriture et mise en scène (avec Ferdinand Barbet), acteur

### Télévision
- 2016-2018 : L'Heure des pros (I-Télé puis CNews) : chroniqueur
- 2018-2019 : Punchline (CNews) : chroniqueur
- 2019-2021 : Clique (Canal+) : chroniqueur
- 2019-2021 : Viens voir les docteurs (Clique TV) : présentation
- 2022-2023 : Quotidien (TMC) : chroniqueur

### Radio
- 2018 : On refait le monde (RTL) : chroniqueur
- 2021-2024 : Entre les lignes (France Info) : chroniqueur